# Haras d'Ochaby
Le haras d'Ochaby est un haras situé à Ochaby en Pologne, élevant des chevaux Anglo-arabes d'origine française, des chevaux Malopolski et des demi-sang.

## Histoire
Les terrains du haras d'Ochaby sont situés sur le territoire d'une ancienne ferme établie à la fin du XVIIIe siècle sous le nom de Auer Hof, l'une des trois du village appartenant aux Těšín. Les ducs Habsbourg de Těšín sont restés propriétaires de ce domaine jusqu'en 1920.
Le haras d'Ochaby est le successeur légal du Haras de Pruchna, créé en 1952, qui élevait des chevaux Anglo-arabes. Ces chevaux ont été importés de France vers  la Pologne en 1947, 53 juments et 3 étalons ont ensuite été placés au haras d'Ochaby depuis Pruchna. Grâce au microclimat, ces chevaux ont trouvé de très bonnes conditions de développement dans ce nouveau lieu. Le haras a élevé de nombreux Anglo-arabes, ce qui a eu un impact important sur l'élevage polonais de cette race.
Un terrain de sports équestres a également été créé à côté du haras, où les concurrents s'entraînent et où des compétitions de saut d'obstacles sont organisées. Après la transformation politique de la Pologne en 1989, les haras de Pruchna et d'Ochaby ont été séparés et celui d'Ochaby est resté la propriété de l'Agence des biens agricoles du Trésor public. En 2009, les autorités du haras ont décidé de mettre en vente les terrains de sports équestres ainsi qu'une superficie de 5,2 hectares, transaction qui a eu lieu en 2010. Un nouvel investisseur, sous le nom de Dream Park Ochaby, a créé un parc de divertissement et d'éducation sur le site, qui est une combinaison d'un dinoparc, d'un océanarium préhistorique virtuel et d'un parc miniature,. Le haras est toujours en activité ; en 2012, il a été vendu à des propriétaires privés qui ont déclaré vouloir y poursuivre l'élevage.

## Élevage et sport
Le Haras Ochaby base son élevage sur 50 poulinières anglo-arabes d'origine française et demi-sang, dont certaines répondent en outre aux exigences du programme de protection des ressources génétiques des chevaux de race Małopolski. Les chevaux élevés dans le haras sont inscrits dans le livre des origines des chevaux Małopolski. Depuis 1993, une nouvelle orientation de l'élevage a été introduite : les juments Anglo-arabes sont également croisées avec des étalons de lignées sportives (Hanovrien, Holstein et Selle français) pour obtenir un cheval de sport moderne.
Les chevaux élevés à Ochaby participent à des tests de performance sur les hippodromes et remportent des courses prestigieuses, par exemple à l'hippodrome de Partynice à Wrocław. Les chevaux d'Ochaby ont également du succès dans la discipline du concours complet, y compris sur la scène internationale, en concourant également sous les couleurs de clubs étrangers. L'étalon demi-sang Anglo-arabe Dekalog (xo) faisait partie de l'équipe olympique polonaise d'Athènes en 2004.